# Пещера девственниц

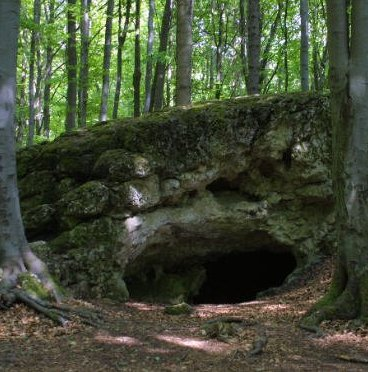
Вход в Пещеру девственниц

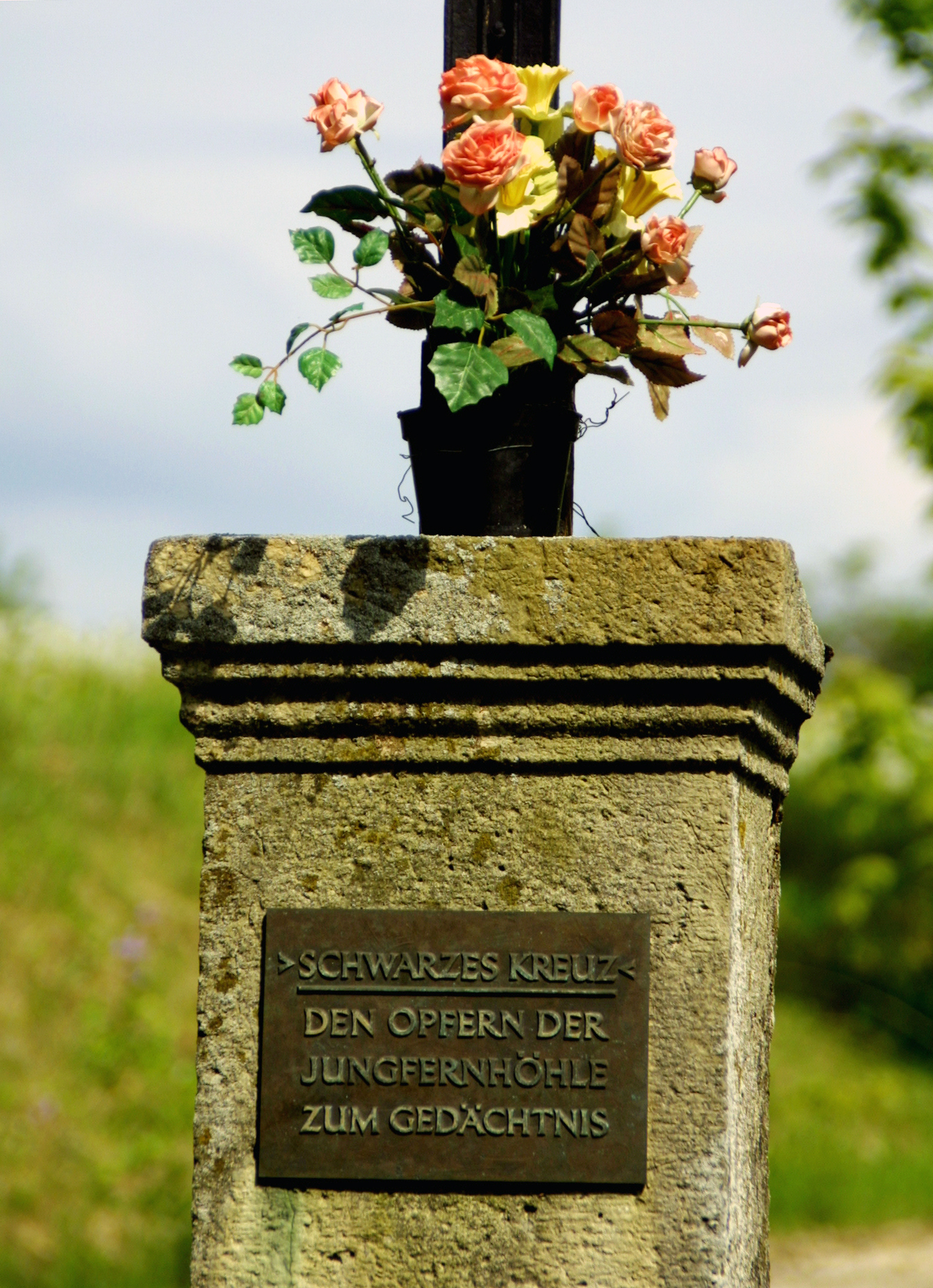
Крест в память о жертвах человеческих жертвоприношений

Пещера девственниц, или Девичья пещера, нем. Jungfernhöhle — археологический памятник в Германии. Находится в лесу, используемом для заготовки дерева для домовой застройки, между деревнями Тифенэллерн, Герцогенройт и Лайбарёс в районе Бамберг поблизости от западного отрога севера  Франконского Альба. В эпоху неолита здесь существовал культовый центр культуры линейно-ленточной керамики, который использовался в обрядовых целях вплоть до средних веков.
Название «пещера девственниц» связано с тем, что при раскопках было обнаружено большое количество женских костных останков, а также с местным «Сказанием о трёх девах», которые якобы когда-то обитали в пещере и были там обезглавлены. Возможно, предание было связано с памятью о древних человеческих жертвоприношениях, которая передавалась устно на протяжении более чем 6000 лет.

## Раскопки
В 1951—1954 гг. Отто Кункель, представитель Баварской земельной службы по охране памятников, провёл в местных лесах обширные раскопки, в результате которых обнаружил:
- линейно-ленточную керамику, а также костные палочки, предположительно использовавшиеся как приборы для еды, времён неолита.
- остатки скелетов и черепов не менее чем 40 человек, из которых 29 были женскими: 10-11 взрослых (из них 9 молодые девушки), 4-5 подростков и 23 детей и младенцев. Радиоуглеродный анализ установил возраст останков в 6150±65 лет. Все черепа были раздроблены, некоторые трубчатые кости расколоты, предположительно из них был удалён костный мозг. В челюстях отсутствовали некоторые зубы.

## Использование последующими культурами
Пещера использовалась и в последующие времена — в среднем и позднем неолите, в бронзовом веке, в гальштатский и латенский периоды и даже в средние века как место для принесения пожертвований. Йорг Оршидт (Jörg Orschiedt) установил, что здесь вряд ли имел место каннибализм, поскольку на костях не обнаружено следов надрезов или огня. Отсутствие передних зубов могло быть вызвано естественными причинами.

## Окрестности
- Неподалёку от пещеры задолго до археологического открытия был сооружён «путевой крест». Подобные кресты типичны для Германии, их обычно сооружают на перекрёстках дорог. В 1980-е годы крест был посвящён жертвам человеческого жертвоприношения в пещере, в память чего на нём была помещена соответствующая табличка.
- Примерно в 120 метрах к западу от пещеры находятся остатки крупного вала неизвестной датировки, использовавшегося вплоть до средних веков. Вблизи вала обнаружены остатки раннелатенской керамики и кинжалы раннего бронзового века.